# Hexachrome
Hexachrome é um processo de impressão baseado em seis cores, projetado pela Pantone Inc. Além das tintas CMYK, a Hexachrome usa as tintas laranja e verde para expandir a gama de cores, permitindo uma melhor reprodução de cores na impressão. É, portanto, também conhecido como um processo CMYKOG.
Hexachrome foi descontinuada pela Pantone em 2008, quando a Adobe Systems parou de suportar o software de plugin da HexWare. Enquanto os detalhes do Hexachrome não eram secretos, seu uso era limitado por marca registrada e patente para aqueles que obtivessem uma licença da Pantone. O inventor do Hexachrome é Richard Herbert, que é também o presidente da Pantone Inc.

## Richard Herbert
Richard Herbert é o COO e Presidente da Pantone Inc.; esses títulos foram herdados de seu pai, Lawrence Herbert. Depois de perceber que os gráficos e a impressão logo seriam completamente tomados pelos computadores, Richard buscou se graduar em engenharia da computação e de negócios da Universidade Hofstra, com a esperança de melhorar as aplicações digitais e impressão de cores. Ele foi responsável por muitas conquistas da Pantone Inc.; como digitalizar o Pantone Matching System e incorporando a impressão e visualização de dados a partir do anteriormente usado modelo CMYK. Herbert continuou a manter a Pantone Inc. em posição de destaque no campo das comunicações em cores, já que seu sistema de correspondência era usado internacionalmente.

## Software
Para utilizar o processo Hexachrome em um processo de impressão digital, a Pantone produziu um plugin para o Adobe Photoshop que permitiu ao designer trabalhar em RGB, espaço de cor mais típico para trabalhar no computador. O plug-in foi chamado HexWare, que continha um conjunto de plugins Adobe usado por impressoras e designers que utilizavam o sistema Hexachrome. Versões mais antigas do QuarkXPress e Adobe InDesign , também vieram com o sistema Hexachrome já instalado e habilitado.

## Finalidade
O principal objetivo da Hexachrome era criar um sistema de tintas de impressão que pudesse retratar imagens mais claras e brilhantes, produzindo cores mais precisas. O uso desse sistema, em vez do sistema de tintas CMYK, também permite tons de pele e tons pastéis mais precisos. O sistema Hexachrome permite que os usuários possam reproduzir as cores da tela do computador com mais precisão. Além de produzir cores com melhor qualidade geral, do que os sistemas anteriores (CYMK), o Hexachrome também aumentou a eficiência, pois produziu muitas outras cores spot (cores exatas). Ter mais cores exatas (cores spot) aumentou a eficiência da produção gráfica, pois permitiu que a impressora usasse um conjunto de tintas para todos os trabalhos, em vez de um conjunto de tintas específico para cada trabalho. Manter uma impressora configurada para o Hexachrome também eliminou o número de lavagens necessárias na impressora; economizando tempo e simplificando o processo de produção gráfica.

## Os utilizadores
Algumas empresas de software que utilizam o sistema Hexachrome são: Aldus (agora Adobe), Adobe Photoshop e QuarkXPress; bem como os fabricantes de impressoras HP, Epson, Xerox.